# Georg Friedrich Schmidt

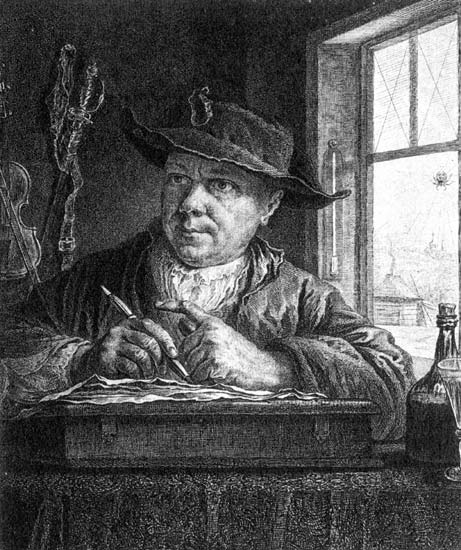
Georg Friedrich Schmidt, Selbstporträt „mit der Spinne“, Radierung, St. Petersburg 1758

Georg Friedrich Schmidt (* 24. Januar 1712 in Schönerlinde bei Berlin; † 25. Januar 1775 in Berlin) war ein deutscher Kupferstecher, Radierer und Pastellmaler, der als Hofkupferstecher unter Friedrich II. wirkte. Er gilt auf seinem Gebiet als ein Meister des friderizianischen Rokokos.

## Leben

### Anfänge in Berlin
Georg Friedrich Schmidts Eltern waren arme Tuchmacher. Ihr Sohn war eigentlich dazu bestimmt, wie der Vater das Tuchmacherhandwerk zu erlernen. Doch damit war der Knabe keineswegs einverstanden, denn er begeisterte sich schon früh für die zeichnende Kunst. Nachdem die Familie, zu der auch zwei Schwestern des Künstlers zählten, von Schönerlinde, seinem Geburtsort, nach Berlin gezogen war, gestattete man daher dem vierzehnjährigen Georg Friedrich, am unentgeltlichen Zeichenunterricht an der Berliner Kunstakademie teilzunehmen. Nachdem dort sein Talent offensichtlich wurde, gaben die Eltern auf Anraten der Akademielehrer ihren Sohn nach allgemeiner Auffassung beim Kupferstecher Georg Paul Busch 1727 in eine dreijährige Lehre, wohl auch deswegen, weil ein Maler für die künstlerische Ausbildung des jungen Georg Friedrich gerade nicht zur Verfügung stand. Laut Karl von Lützow allerdings soll Schmidts eigentlicher Lehrer der preußische Hofkupferstecher Johann Georg Wolfgang gewesen sein; für Busch hätte der äußerst begabte junge Schmidt nur nebenbei aus finanziellen Gründen als Stecher gearbeitet. Ähnlich schreibt auch Edwin von Campe über Schmidt: „Er erlernte an der Berliner Akademie die Kunst des Kupferstechens und kam dann zu G. P. Busch als Gehilfe, den er an Können bald übertraf.“ Um sich als Künstler zu vervollkommnen, belegte Schmidt neben Zeichenkursen wohl auch Malkurse an der Berliner Kunstakademie, zumal er auch an der Malerei Interesse hatte.
Ab 1730 absolvierte der junge Künstler seinen Militärdienst in der preußischen Armee und wurde dort Kanonier. In seiner Freizeit besuchte er weiterhin die Kunstakademie und arbeitete auf eigene Rechnung als Kupferstecher. Erste Erfolge hatte Schmidt in den frühen 1730er Jahren mit Kupferstich-Porträts des Kronprinzen Friedrich, die er teilweise noch für Georg Paul Busch stach. Mit Genehmigung von Friedrichs Mentor Feldmarschall Friedrich Wilhelm von Grumbkow verließ Schmidt allerdings 1736 vorzeitig den Militärdienst und machte sich selbständig.
Auf der Kunstakademie hatte er Georg Wenzeslaus von Knobelsdorff kennengelernt, der zu einem langjährigen Freund wurde. Auch mit dem preußischen Hofmaler und Akademiedirektor Antoine Pesne, der wie Knobelsdorff mit Friedrich II. „in intimem, persönlichem Verkehr“ stand, schloss er Freundschaft. Der aus Frankreich stammende Pesne versorgte Schmidt mit einem Empfehlungsschreiben an Nicolas Lancret. Mit dieser Empfehlung ging der deutsche Kupferstecher 1736 nach Paris, um dort sein Stecher-Handwerk zu perfektionieren. Auf dem Weg dorthin begleitete ihn sein Freund, der Dekorationsmaler Friedrich Wilhelm Hoeder, der wie sein anderer Freund Knobelsdorff wohl auch bei Pesne an der Berliner Akademie ausgebildet worden war.

### Enge Freundschaft mit Johann Georg Wille

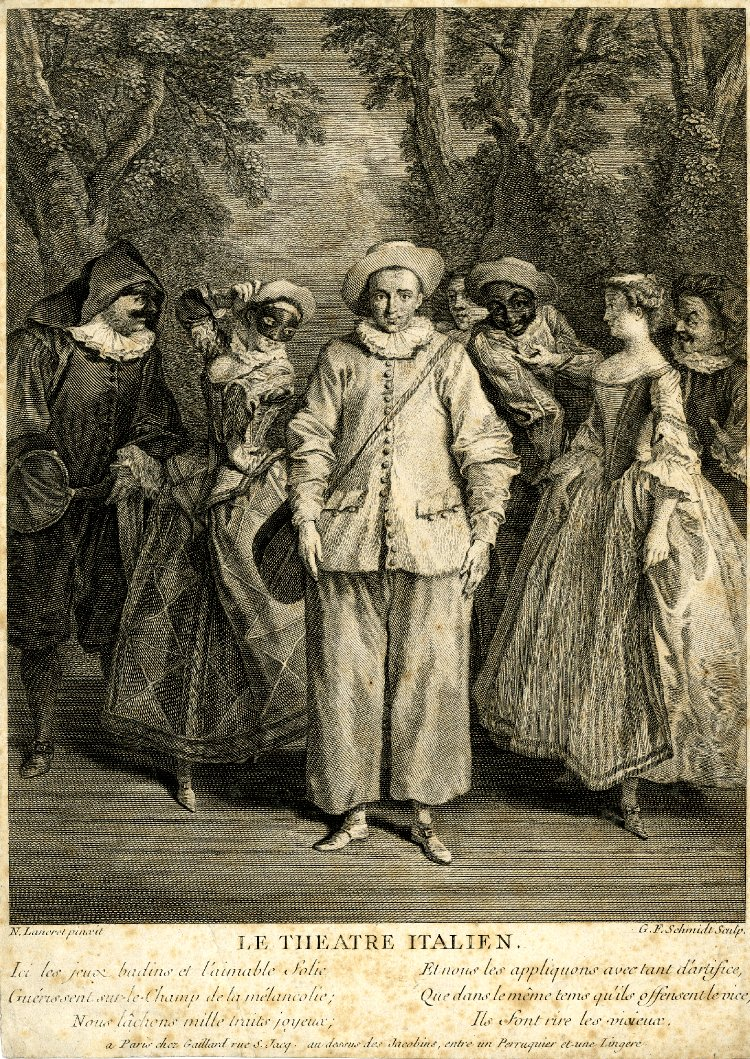
Le Théatre Italien nach Nicolas Lancret, erschienen bei Larmessin, Paris 1737 oder 1738

• Unterwegs freundete sich Schmidt in Straßburg mit dem Kupferstecher Johann Georg Wille an. Schmidt, Wille und Hoeder trafen Ende Juli 1736 in Paris ein. In der französischen Metropole bezogen Schmidt und Wille mehrere Jahre lang bis zu Schmidts Aufnahme in die Académie royale de peinture et de sculpture eine gemeinsame Wohnung. Wie eng die Beziehung der beiden Künstler war, verdeutlicht Wille rückblickend in seinen Mémoires: Dort erinnert er an die glückliche Freundschaft, die sich zwischen ihm und Schmidt während der Reise von Straßburg nach Paris entwickelte und die in der französischen Metropole „immer stärker und stärker“ wurde, wobei er betont, dass die beiden Künstler in ihrem Denken und Handeln übereinstimmten und „nicht genug davon bekommen konnten, zusammen zu sein“. Langeweile kam dabei nie auf. Wille erwähnt auch, dass der geistreiche Schmidt trotz „edler“ Prinzipien etwas satirischer veranlagt war als er. Weiter beschreibt Wille ausführlich, wie er und Schmidt, des Öfteren „Kohldampf schiebend“, mit ihren Skizzenblöcken ständig die Gegend um Paris unsicher machten, laufend die verschiedensten Motive zeichneten und sich dabei auch immer wieder in allen möglichen Stellungen gegenseitig skizzierten. Laut Wessely war die Freundschaft der beiden Stecher „so innig, dass sie sich [auch] wechselseitig an ihren Kupferplatten betheiligten; einer stach das Portrait, der andere das Beiwerk…“ Als dann Schmidt nach Jahren des gemeinsamen Lebens in eine größere eigene Wohnung zog, fühlte sich Wille einsam und trauerte der glücklich zusammen verlebten Zeit nach, denn wo gebe es zwei andere junge Künstler, die aufrichtigere Freunde seien als Wille und Schmidt! Das freundschaftliche Verhältnis wurde aber trotz der Aufgabe der gemeinsamen Wohnung und auch noch, nachdem Schmidt als Hofkupferstecher nach Berlin berufen worden war (siehe unten), bis zum Lebensende Schmidts aufrechterhalten, wie dem regelmäßigen Briefwechsel der beiden Künstler zu entnehmen ist.

### Vervollkommnung der Ausbildung und Erfolge als Stecher in Paris
Friedrich II., der sich bereits als Kronprinz für Schmidt interessiert hatte, unterstützte direkt nach seiner Thronbesteigung 1740 den nach Paris gegangenen Schmidt mit einem Jahrgeld oder einer „Pension“ von 3000 Livre, wodurch sich Schmidt in der französischen Metropole mehr Freiheiten erlauben konnte, sowohl die Fortschritte seiner Kunst als auch private Vergnügungen betreffend.
Schmidt und Wille, der anfänglich für Waffenschmiede Büchsenschäfte mit Gravuren verziert hatte und erst etwas später das hohe Stecherhandwerk erlernte, fanden in Pariser Künstlerkreisen relativ schnell Kontakte zum Hofmaler Hyacinthe Rigaud und zum Präsidenten der königlichen Kunstakademie Nicolas de Largillière. Während Wille sich zunächst mit Verzierungen von Gewehren durchschlug und sich in der Kupferstichtechnik noch intensiver schulen musste, hatte Schmidt es dem Empfehlungsschreiben Pesnes zu verdanken, dass ihm Lancret einen Platz in der Werkstatt seines Stechers Nicolas de Larmessin (1684–1755) verschaffte. Larmessin, der „Graveur du Roy“, nahm Schmidt als seinen Schüler in die Werkstatt, die er in seinem Haus betrieb, auf, wo er eine siebenmonatige Ausbildung absolvierte. In dieser Zeit entstanden einige Stiche nach Werken Lancrets („Die schöne Griechin“; „Der verliebte Türke“). Schmidt erwarb sich unter Larmessin einen hervorragenden Ruf, perfektionierte sein Stecherhandwerk und stach eine Weile im Auftrag von Kunsthändlern und für andere Künstler Porträts. In der Anfangszeit machte er dabei sogar zahlreiche Überstunden, wenn er etwa in den frühesten Morgenstunden und an Sonn- und Festtagen für den Verleger Michel Odieuvre einige kleine Bildnisse stach, um sich ein Zubrot zu verdienen.
Um 1740 konnte er sich allmählich selbstständig machen. Dabei half ihm Rigaud, der ihm 1739 erlaubt hatte, sein Ölporträt des Grafen d’Evreux zu stechen. Schmidts Kupferstich, der zur vollen Zufriedenheit des Malers und des Grafen ausfiel, fand auch den Beifall der Kunstfreunde. Dazu trug bei, dass Schmidt sich die um 1740 erfundene und zum Erfolg entwickelnde Crayonmanier zu Eigen machte. Nach weiteren erfolgreichen Stichen, etwa dem nach einem Gemälde von Rigaud gestochenen Porträt des Erzbischofs von Cambrai, Louis Charles de Saint-Albin (1741), erteilte 1742 König Ludwig XV. der königlichen Kunstakademie eine Sondergenehmigung, den Protestanten Schmidt in die sonst nur für katholische Künstler zugängliche Institution aufzunehmen. In der Zwischenzeit hatte Schmidt geholfen, seinen Freund Wille soweit in der Kupferstichtechnik auszubilden, dass dieser an seinen Werken mitwirken konnte. Durch einen Porträt-Stich nach Rigaud war Wille 1743 sogar zu einem ersten eigenständigen Erfolg gekommen.
Im gleichen Jahr stach Schmidt in Paris ein Porträt Friedrichs II., wie 1742 bereits Wille. Ihre Vorlage war vermutlich ein für den französischen Hof bestimmtes Gemälde Pesnes, das der preußische Hofmaler 1742 durch die Wiederholung seines Kronprinzenporträts aus dem Jahr 1738 angefertigt hatte. Als Vorbild könnte aber auch ein 1740 und 1741 veröffentlichter Porträtstich von Johann Georg Wolfgang gedient haben. Zur Kupferstichversion von Wille, die derjenigen von Schmidt recht ähnlich sieht, aber in der Ausführung etwas härter und im Beiwerk nüchterner wirkt, meinte allerdings Charles Étienne Jordan, dass er nur wenig Ähnlichkeit [mit dem Monarchen] darauf habe entdecken können.
Knobelsdorff hatte Schmidt 1740 während seiner Pariser Studienreise besucht und wollte den begabten Kupferstecher schon damals auf Wunsch seines Königs und Gönners Friedrich nach Berlin zurückholen, aber wegen des ausgebrochenen Ersten Schlesischen Krieges begannen erst Anfang 1742 konkretere schriftliche Verhandlungen, die 1743 zu einer Anstellung Schmidts als Hofkupferstecher für ein Jahresgehalt von 600 Talern führten. Schmidt blieb jedoch zunächst noch eine Weile in Paris, um nach seiner 1742 mit Unterstützung des französischen Königs erfolgten vorläufigen Aufnahme in die Pariser Akademie dort eine prestigesteigernde definitive Mitgliedschaft zu erlangen. Im Jahr 1744 wurde er nach Einreichung seines meisterhaften Porträts des Malers Pierre Mignard nach einem Gemälde Rigauds tatsächlich vollwertiges Mitglied der Académie royale.

### Hofkupferstecher Friedrichs des Großen in Berlin

Schmidt stach 1748 den Schmettau-Plan von Berlin, (Aktualisierung von 1750)

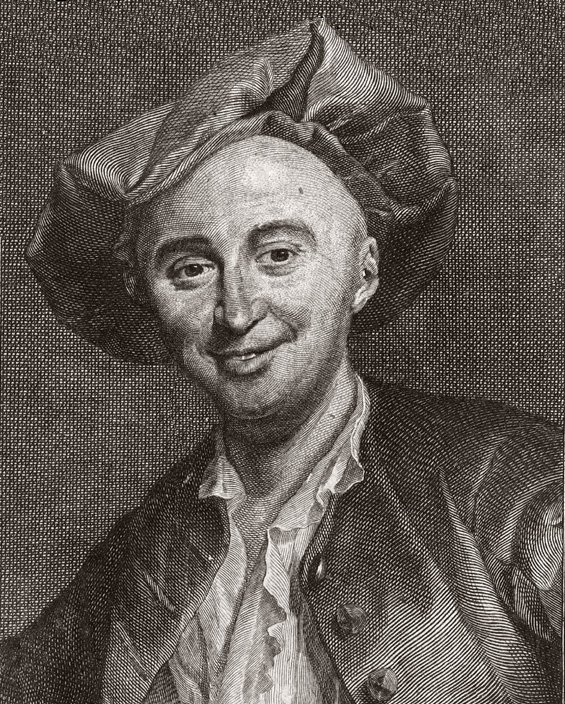
Julien Offray de La Mettrie, 1751, nach dem Ölgemälde Schmidts von 1750

Im Herbst 1744, mitten im Zweiten Schlesischen Krieg, kehrte Schmidt als nun renommierter Künstler nach Berlin zurück, wo er von Knobelsdorff und seinen alten Berliner Künstlerfreunden „mit offenen Armen aufgenommen“ wurde und sein Amt als königlicher Hofkupferstecher antrat. Im Auftrag des Preußenkönigs fertigte er Pläne der Schlachten bei Hohenfriedberg, Soor und Kesselsdorf an, die im Januar 1746 und in den darauffolgenden Monaten veröffentlicht wurden.
Im gleichen Jahr stach Schmidt ein weiteres Porträt des Königs nach einem Gemälde von Pesne aus dem Jahr 1739. Die Kupferstiche Schmidts von 1743 und 1746 hielt Seidel für die „besten graphischen Darstellungen Friedrichs“, auch wenn sie trotz ihrer ausgezeichneten technischen Qualität nach gemalten Porträts gestochen wurden, bei denen nicht zweifelsfrei feststeht, ob sie das tatsächliche Aussehen des Monarchen authentisch wiedergeben.
Dass Schmidt nach einem zeitgenössischen Bericht erst im Juli 1746, also sieben Monate nach dem Ende des Zweiten Schlesischen Krieges, von Knobelsdorff dem König in Potsdam vorgestellt worden sein soll, „der ihn sehr gnädig aufnahm“, erscheint fragwürdig, weil Friedrich sich bereits seit Dezember 1744 (also zwei Monate nach Schmidts Ankunft im Oktober 1744) und von Januar bis März 1745 sehr oft in Berlin und Potsdam aufhielt, wo er auf Schmidt getroffen sein müsste. Dass Friedrich sich zu dieser Zeit, nämlich 1744/45, nicht allein für das Kriegsgeschäft, sondern auch für die Kunst bei Hofe interessierte, geht nicht nur aus einer Rechnung vom 5. November 1744 für die aufwändige Rahmung von offenbar neu erworbenen Gemälden des Pariser Malers Nicolas Lancret hervor, der ja mit Schmidt befreundet war, sondern auch aus einer im Dezember 1744 vom König für Knobelsdorff eigenhändig skizzierten Außenansicht für den geplanten Neubau von Sanssouci sowie aus den vielen Dekorationsarbeiten, die seit 1745 in Friedrichs Auftrag von Schmidts Freund Hoeder ausgeführt wurden. Auch Gerd Heinrich schreibt, dass der König, obwohl er fünf Jahre lang Krieg führte, während der Winterzeit den Fortgang der künstlerischen Arbeiten in Berlin und Potsdam „kontrollierte und dirigierte“. Zudem war unter Schmidts ersten für den Preußenkönig fertiggestellten Arbeiten der Plan der Schlacht bei Hohenfriedberg bereits im Januar 1746 abgeliefert worden, weshalb anzunehmen ist, dass Friedrich im Gespräch mit Schmidt schon 1745 höchstpersönlich auf die exakte Gestaltung der Schlachtenpläne Einfluss nahm. In einem Brief von 1746 an seine Schwester, die Markgräfin Wilhelmine von Bayreuth, lobt Friedrich die schönen Pastellbilder des für ihn tätigen Stechers Schmidt, ohne dabei zu sagen, dass er Schmidt erst kürzlich in Potsdam begrüßt hat, obwohl er im gleichen Brief erwähnt, dass der italienische Maler Innocente Bellavite erst vor kurzem für ihn tätig wurde und französische Künstler noch eintreffen werden.
Schmidt heiratete im Oktober 1746 Dorothée Luise Viedebandt (auch Videbant geschrieben), die Tochter des Direktors der Russischen Handelskompanie in Berlin, die eine hohe Mitgift in die Ehe brachte. Aus dem Briefwechsel kann nach Ansicht der Herausgeber abgeleitet werden, dass die hohe Mitgift für die Eheschließung mit ausschlaggebend war – eine Eheschließung, über die sich auch Schmidts langjähriger Freund Wille mit einiger Verwirrung und „Verwunderung“ äußerte. Aus dieser Ehe ging 1748 der Sohn August hervor. Schmidt bewohnte mit seiner Familie ab 1752 ein eigenes Haus in Neu-Kölln.
Als königlicher Hofstecher erhielt Schmidt in Berlin und Potsdam auch größere Aufträge. So hatte er etwa Friedrichs Schriften zu illustrieren und für deren Druck eine Hausdruckerei im Apothekenflügel des Berliner Schlosses einzurichten. Bis 1749 fertigte Schmidt allein für den ersten Band der Œuvres du philosophe de Sans-Souci (Werke des Philosophen von Sans-Souci), der das komische Heldengedicht „Le Palladion“ enthält, das die homoerotischen Abenteuer von Friedrichs Vorleser Claude Étienne Darget schildert, 80 Vignetten und Illustrationen an, darunter sechs ganzseitige Stiche. Die Illustrationen schmückten die Gedichtbände des Königs zum Beispiel mit sinnlichen, in der Luft schwebenden Putten und mit mythologischen und galanten Szenen. In einer Darstellung wird etwa Apollo von tanzenden Musen und einem liebestollen Satyr, der seinen Pfeil spitzt, begleitet. Die Herstellung der Bücher war geheim, sie waren als Geschenke Friedrichs an enge Freunde gedacht und erschienen in sehr geringer Auflage unter dem Signet Au Donjon du Château (Im Turm des Schlosses).
Nachdem 1750 Voltaire an Friedrichs Hof mit der editorischen Überarbeitung der Œuvres begonnen hatte, berief Friedrich 1751 aus Paris den Maler und Zeichner Blaise Nicolas Le Sueur nach Berlin. Friedrich, der das französische Kunst- und Literaturschaffen höher einschätzte als das deutsche, bestimmte, dass sich Schmidts Illustrationen seiner Werke nunmehr nach den Vorzeichnungen Le Sueurs zu richten hatten. Sein Geschichtswerk Mémoires pour servir à l’histoire de la Maison de Brandenbourg erschien als Prachtwerk, war aber nur zum Teil nach Schmidts Ideen illustriert. 33 Stiche stammten hier von ihm. Weil die Geheimhaltung misslang und Raubdrucke auftauchten, erlaubte Friedrich 1751 dem Verleger Christian Friedrich Voß erstmals, eine gekürzte Ausgabe der Mémoires und 1760 seine Poésies diverses in größeren Auflagen zu veröffentlichen. Schmidt stieg zum „gefeierten Illustrator“ der Werke Friedrichs auf.
Neben seinen umfangreichen künstlerischen Arbeiten zur Illustration der Werke Friedrichs hatte Schmidt mit großem Erfolg auch Porträts privater Auftraggeber gestochen, wobei er mitunter, wie im Fall Julien Offray de La Mettries, selber seine Vorlage in Öl malte. Bis 1757 entstanden sechzehn große Porträtstiche, überwiegend von preußischen Spießbürgern. Nebenbei schulte sich Schmidt in der Radierkunst, wobei Rembrandt van Rijn sein großes Vorbild war. Neben Arbeiten nach Rembrandts Radierungen und Gemälden entstanden auch etliche kleine Charakterköpfe in dieser Technik.
Weil die ohnehin wenig schöpferische Arbeit nach den Vorlagen Le Sueurs zu Ende gegangen war, der Ausbruch des Siebenjährigen Krieges ab 1756 die Auftragslage im Berliner Kunstschaffen verschlechterte und Spannungen mit Berliner Kollegen entstanden, folgte Schmidt 1757 einem Ruf der Kaiserin Elisabeth nach Russland.

### Hofkupferstecher in Sankt Petersburg

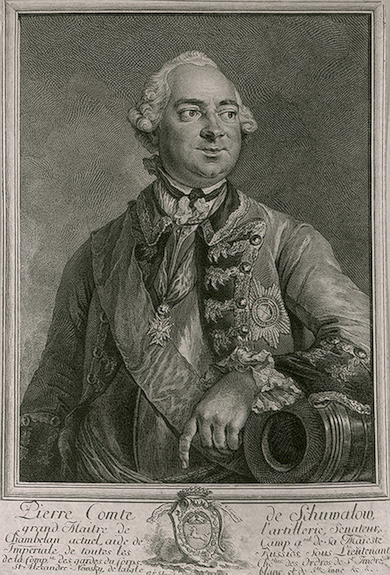
Graf Schuwalow, 1760

Von seinem König beurlaubt, ging Schmidt 1757 für fünf Jahre mit einem Jahresgehalt von 1500 Rubel nach Sankt Petersburg. Frau und Kind ließ er in seinem Berliner Haus zurück. In St. Petersburg leitete er ab 1758 eine Kupferstecherschule. Unklar ist, ob dies vertraglich mit der im selben Jahr von Elisabeth eröffneten Kaiserlichen Kunstakademie in Zusammenhang stand. Jedenfalls gelang es Schmidt durch sein Wirken in St. Petersburg, viel von seinem französischen Stil, aber auch seine Begeisterung für die Radierungen Rembrandts in die russische Kupferstecherszene einfließen zu lassen. Hunderte seiner Zeichnungen, die der deutsche Künstler mitgebracht hatte, dienten jahrzehntelang als Lehrmaterial für die russischen Zeichenkurse.
Neben der Unterrichtstätigkeit schuf Schmidt nach Gemälden Louis Tocqués Porträt-Stiche bedeutender Personen am russischen Hof, so 1759 des Botschafters des Heiligen Römischen Reichs, Graf Nikolaus Esterházy (1711–1764), des einflussreichen Grafen Peter Schuwalow sowie des Hetmans Kirill Grigorjewitsch Rasumowski, der sich den Stich 1000 Taler kosten ließ. In zweijähriger Arbeit stach Schmidt von 1759 bis Ende 1761 das Staatsporträt der Kaiserin Elisabeth nach einem Ölbild von Tocqué. Der Stich wich mit der auf Wunsch der Zarin verlängerten Nase zu Tocqués Verdruss vom Gemälde ab. Ob die Kaiserin, die wenige Tage später, am 5. Januar 1762, verstarb, das Honorar von 1000 Dukaten an Schmidt ausgezahlt hatte, ist unsicher.
Trotz der Bitten seiner Freunde, Gönner und Auftraggeber, in St. Petersburg zu bleiben, verließ Schmidt am 2. August 1762 die russische Metropole und war am 18. September wieder in Berlin. Zu seinen Schülern haben später bedeutende russische Kupferstecher gehört, wie Jewgraf Tschemesow, Jefim Winogradow und Dmitri Gerassimow.

### Wieder in Berlin

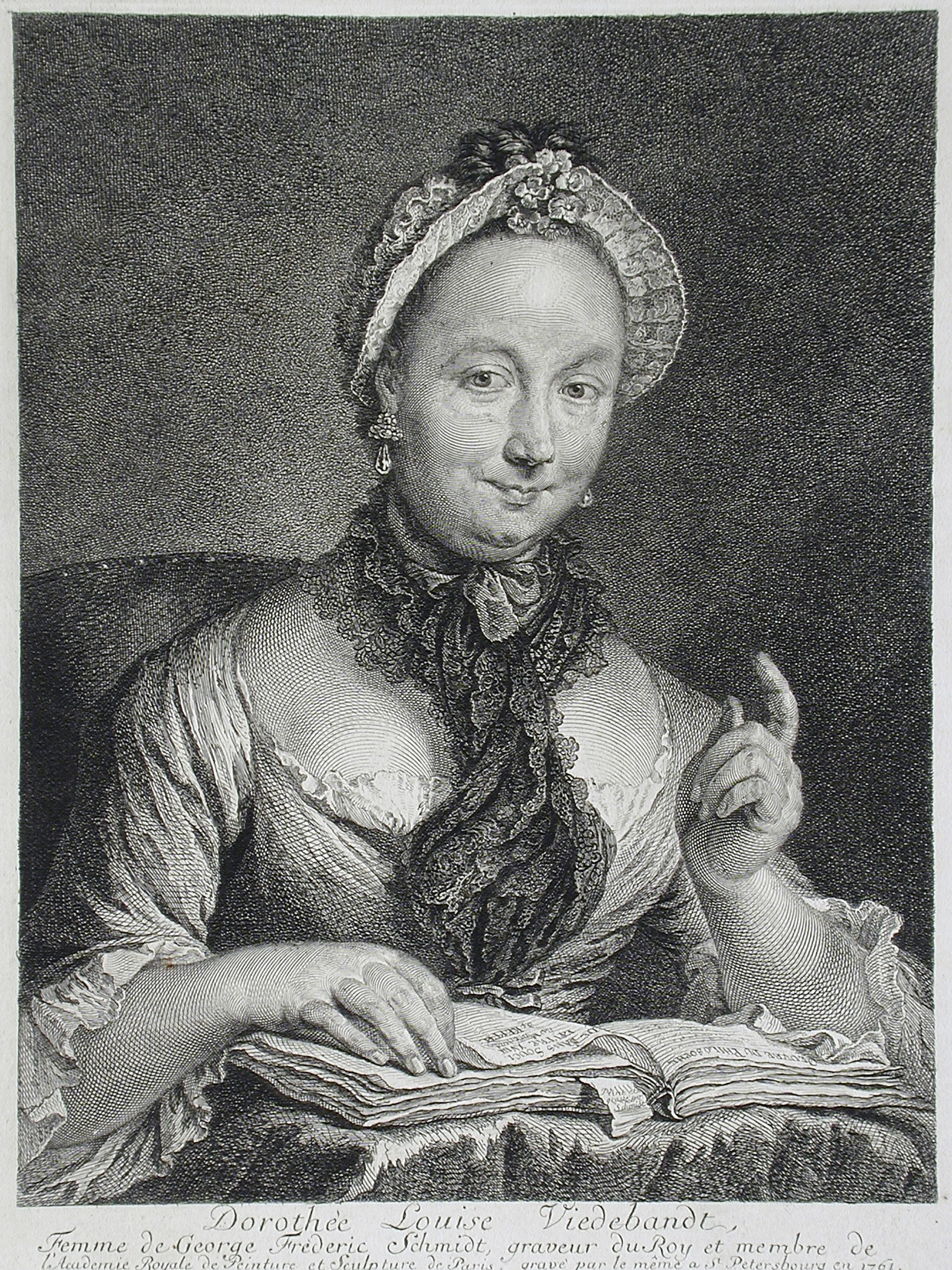
Dorothee Louise Schmidt, 1761. Sie blättert in den Œuvres Friedrichs des Großen.

Mit seinem Schaffen in Paris, den Illustrationen der Werke Friedrichs des Großen und durch die Stiche zahlreicher Berühmtheiten seiner Zeit hatte sich Schmidt einen europäischen Ruf verschafft. Als gefragter Porträtstecher wurde er zu einem vermögenden Mann. Neben Porträts von Zeitgenossen und weiteren Arbeiten für den Preußenkönig, etwa an den Illustrationen für die 1767 in zweiter Auflage erschienene dreibändige Ausgabe der Mémoires pour servir à l’histoire de la Maison de Brandenbourg oder die 1774 veröffentlichte Palladion-Ausgabe, produzierte er, wieder in Berlin eingetroffen, aber auch zahlreiche Radierungen nach Vorlagen und im Stil von Rembrandt. Mit den Jahren hatte er sich eine umfangreiche Sammlung von Radierungen des holländischen Meisters angelegt. 1768 wurde Schmidt sogar beauftragt, eine im Besitz des Berliner Sammlers und Verlegers Jacques Trible befindliche Originalplatte des niederländischen Künstlers zu vervollständigen. Vom Motiv, einem alten Mann, der seine Augen mit der Hand beschattet, hatte Rembrandt nur den Kopf und die Hand ausgeführt. Nach Schmidts umfangreicher Bearbeitung, die 1770 vollendet war, „sitzt der alte Mann, halb Rembrandt, halb Schmidt, stattlich bekleidet, vor einem Vorhang neben einem Butzenscheibenfenster mit Büchern und einer lorbeerbekränzten Dichterbüste auf der Fensterbank.“
An der Berliner Akademie erteilte Schmidt – wie er es auch schon früher getan hatte – Unterricht im Kupferstechen. Zu seinen Schülern gehörte ab 1764 der spätere Vizedirektor der königlichen Akademie, Daniel Berger.
Wie zuvor in St. Petersburg hatte Schmidt in Berlin zwar zahlreiche hochgestellte Auftraggeber, so auch den Bruder des Königs, Prinz Heinrich, dennoch wurde der Hofkupferstecher in der Künstlerszene der preußischen Metropole mit den Jahren immer mehr zum Einzelgänger. Als für das Berliner Publikum populärer erwiesen sich nach dem Siebenjährigen Krieg Vertreter einer neuen Generation von Kupferstechern wie Daniel Chodowiecki (1726–1801) und Johann Wilhelm Meil (1733–1805), die sich vom Stil des Rokoko lösten und zudem ihre Werke den Verlegern zur Illustration von Kalendern und Büchern günstiger anbieten konnten.

### Verlust der Familienangehörigen, Tod, Nachlass und ehemalige Grabstätte
Schmidts Sohn August kam über einige künstlerische Anfänge nicht hinaus, bereitete seinem Vater jedoch als „ungeraten“ viel Kummer. So stahl er zum Beispiel Stiche des Vaters, um diese heimlich zu verkaufen, und verprasste dann das Geld. Er ist 1766 bereits in jungen Jahren gestorben. Am 1. Mai 1771 starb Schmidts Frau. Der Künstler selbst erlag am 25. Januar 1775 in seinem Haus einem Schlaganfall. In seinem Kondolenzschreiben an die beiden Schwestern des Verstorbenen bedauerte Friedrich II. den Verlust seines Hofkupferstechers, der ein „Mann von großen Talenten“ gewesen sei.
Schmidts Nachlass, vor allem seine Rembrandt-Sammlung, wurde durch eine Auktion verstreut, die laut Wessely am 20. November 1775 in Berlin stattfand und auf der neben zahlreichen Rötelzeichnungen, Stichen und Radierungen des Künstlers auch Gemälde und Kupferstiche anderer Meister aus seinem Besitz veräußert wurden. Das Grab des Künstlers befand sich im Gewölbe 6 der im Zweiten Weltkrieg ausgebrannten Luisenstädtischen Kirche in Berlin. Die 1945 geplünderten Grabgewölbe wurden 1964 mit dem durch die Sprengung der Brandruine entstandenen Schutt verfüllt.

## Rezeption

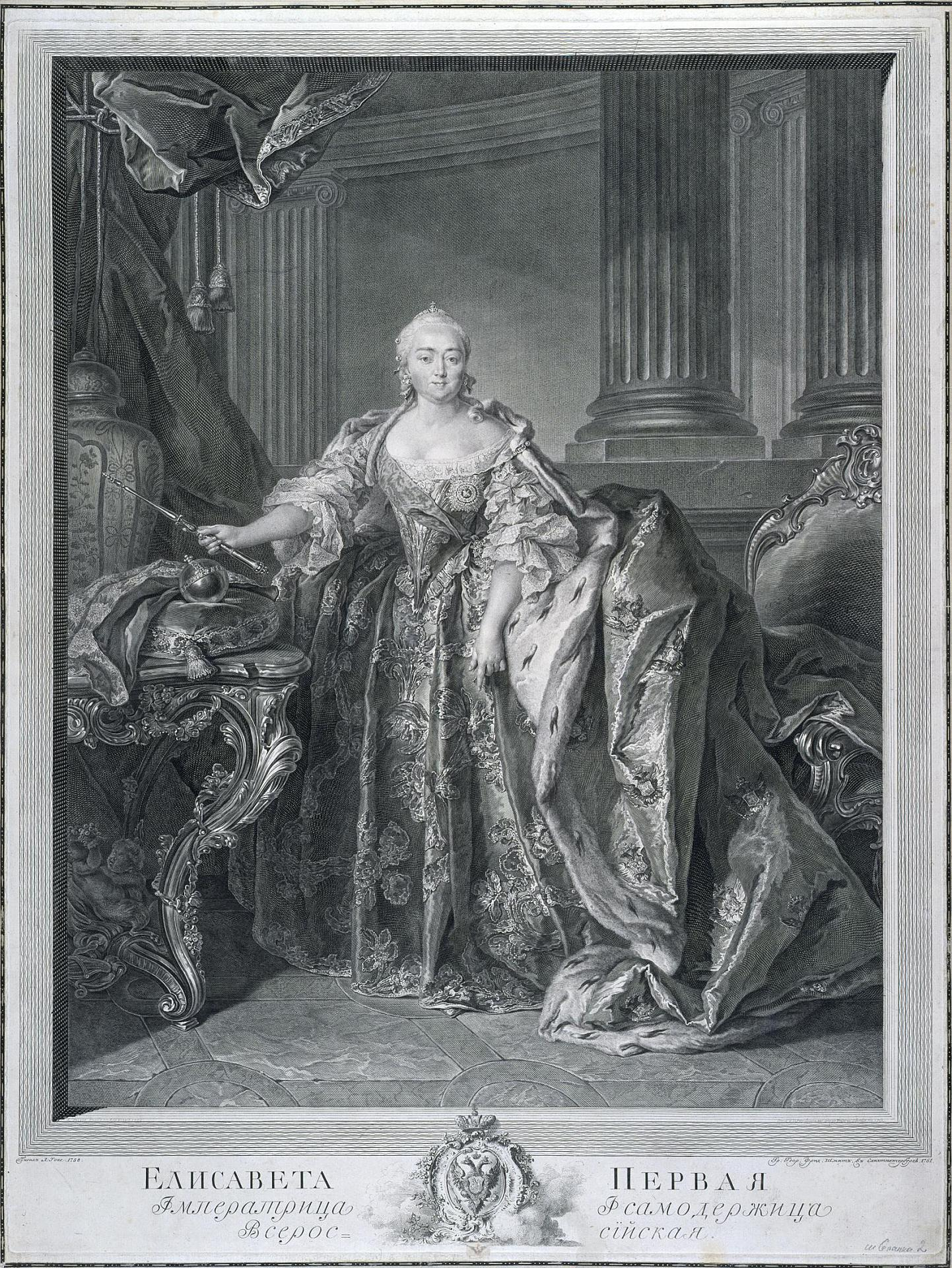
Kaiserin Elisabeth, nach Louis Tocqué, 1761. Der Stich gilt als ein Hauptwerk Schmidts

Schmidts Kupferstiche gelten als die „qualitätvollsten des friderizianischen Rokokos“. Nachweisen lassen sich über 200 signierte Stiche und Radierungen sowie eine kleine Zahl von Öl- und Pastellbildern.
Unklar ist, welche der Stiche, die unter den Namen Busch, Larmessin und der von ihm in St. Petersburg ausgebildeten russischen Kupferstecher erschienen sind, in Wahrheit von Schmidt waren. Dies gilt besonders für die für Larmessin nach Lancret gearbeiteten Illustrationen in der 1743 in Paris erschienenen Ausgabe der Fabeln von La Fontaine und für die im Auftrag von Michel Odieuvre (1687–1756) ausgeführten Stiche, die in den Portraits des personnages illustres de l’un et l’autre sexe (Paris 1735 bis 1745) veröffentlicht wurden.
Paul Kristeller schrieb über Schmidt, dass er in seiner Stichkunst „nicht der malerischen Richtung der Watteaustecher“ folgte, „auf die ihn sein Lehrer und seine ersten Vorbilder hätten führen können, sondern dem streng linearen Stil, den die Drevet aus Edelincks Meistertechnik sich gebildet hatten. Wie sie bleibt er bei der klaren, regelmässigen Linie und sucht die Plastik der Formen und die Eigenart der Stoffe allein durch die Mannigfaltigkeit der Liniengruppierungen, ihrer Biegungen und Stärkegrade wiederzugeben. Seine Strichbildung ist im allgemeinen viel dünner und zarter als die fast aller französischen Grabstichelkünstler. Er bewahrt trotzdem eine viel grössere Freiheit und Breite der Töne als Wille, besonders vermeidet er den harten Metallglanz, der in Willes Stichen oft störend wirkt. Obwohl seine Liniensysteme in langen Taillen breit und einheitlich durchgeführt sind, so ist doch jede einzelne Form nach ihrer Art und Farbe selbständig behandelt. Die farbigen Gegensätze, alle Details der Form sind höchst geschickt zur Belebung der Flächen ausgenützt. Er ist dabei immer geschmackvoll und verliert die Begeisterung für sein Werk auch bei der stärksten technischen Geduldsprobe nicht. Seine Bildnisse bewahren so die Lebensfrische und die farbigen Reize der Originale vollkommen.“ Seine glänzendsten Leistungen seien dabei nach Kristellers Ansicht „die Arbeiten seiner Pariser Jahre“ gewesen. Ähnlich meint Karl Woermann zur Qualität von Schmidts Kunst: „Mit seinem Bildnisstich des Malers Mignard erreichte er 1744 in Paris die höchste Höhe in der Erzielung malerischer stofflicher Wirkungen durch ‚festgefügte Regelmäßigkeit der Strichlagen‘ (Lippmann). Den verschiedenen Glanz schillernder Seiden- und schimmernder Leinenstoffe wußte er unnachahmlich wiederzugeben.“
Nach Maria Gräfin Lanckorońska und Richard Oehler befand sich Schmidt mit den Illustrationen zu Friedrichs L' Art de la Guerre, gedruckt 1760, „auf der Höhe seines Könnens“. In seinen späten Berliner Jahren dagegen erreichten seine Stiche, wenn auch „sauber und sorgfältig“ gearbeitet, laut Paul Dehnert „keinen besonderen künstlerischen Wert“ mehr. Für seine Porträts, Landschafts- und Genrebilder und Darstellungen der biblischen Geschichte war Rembrandt das Vorbild. Schmidt ahmte ihn nicht nur nach, wie in seinem Petersburger „Selbstbildnis mit der Spinne“, sondern er passte sich ihm auch im Habitus an. Während im 18. Jahrhundert die Radierungen Schmidts im Stil von Rembrandt und seines Schülers Govaert Flinck in der Sammlung von Johann Ernst Gotzkowsky eine hohe Wertschätzung erfuhren, kritisierte im 20. Jahrhundert Paul Kristeller diese Blätter. Auch die besten von ihnen blieben „trocken und kalt, kleinlich in der Schraffierung und ohne Feuer und Kraft der Töne. Man möchte meinen, er habe überhaupt nie andere als schwache Abdrücke von Rembrandts Radierungen gesehen. Seine Technik erinnert auch meist viel mehr an Vliet oder höchstens an Bol und Livens als an den Meister selber.“
Schmidt hatte zu Lebzeiten hohe Ehren erfahren, er galt im 18. Jahrhundert als einer der Besten seines Faches, doch blieb ihm der Nachruhm versagt. Seine Arbeiten sind nie einer breiten Öffentlichkeit bekanntgeworden. Die Werke Friedrichs des Großen mit Schmidts Illustrationen erschienen in nur geringen Auflagen, bis Adolph von Menzel ihn als Illustrator der vielgedruckten Ausgaben im 19. und 20. Jahrhundert ablöste. Seine Porträts berühmter oder vermögender Auftraggeber blieben in deren Familienbesitz, die anderen Stiche wurden unmodern und interessierten bald nur Kunstsammler. Unbestritten ist aber Schmidts Rolle als eine wichtige „künstlerische Vermittlerpersönlichkeit zwischen Westeuropa und Russland“.

## Ausstellungen
- Георг Фридрих Шмидт (1712–1775). Гравер короля [Georg Friedrich Schmidt (1712–1775). Kupferstecher des Königs]. Eremitage, St. Petersburg, 6. September bis 19. November 2017.[91] Ausstellung von 68 Kupferstichen des Künstlers.